# Francisco Villamartín
Francisco Villamartín y Ruiz (Cartagena, 23 de julio de 1833-Madrid, 16 de julio de 1872) fue un militar y escritor español.

## Biografía
Nacido en Cartagena el 23 de julio de 1833, colaboró en publicaciones periódicas como La Discusión y El Correo Militar, además de dirigir la titulada La Fuerza Pública. Autor de unas Nociones del arte militar, falleció en el n.º 47 de la calle de San Vicente Alta de Madrid el 16 de julio de 1872, con el empleo de comandante, por no haberle reconocido los gobiernos liberales el grado de teniente coronel que le concedió el marqués de Novaliches por sus acciones en la batalla de Alcolea. Algunos años después de su muerte, sus admiradores le erigieron una estatua en el cementerio de San Justo, donde se conservaban sus restos junto a los del poeta Ayala.En 1925 el Arma de Infantería, a la cual perteneció, sufragó una estatua en su honor realizada por Mariano Benlliure que se sitúa actualmente junto a la fachada norte del Alcázar de Toledo. Ha sido mencionado en alguna obra como «uno de los más reputados teóricos europeos del arte de la guerra en el XIX».